# Steamy Windows
Steamy Windows ist ein Lied der US-amerikanischen Sängerin Tina Turner. Der Pop-Rock-Song wurde im November 1989 als zweite Single, in einigen Gebieten als dritte Single, aus dem Album Foreign Affair ausgekoppelt.

## Entstehung und Inhalt
Steamy Windows wurde von Tony Joe White geschrieben und von Dan Hartman für Turners Album Foreign Affair produziert. Der Songtext handelt von einer Liebesszene in einem Fahrzeug, bei der die Scheiben beschlagen. Der schwungvolle Pop-Rock-Song ist Country-ähnlich mit Mundharmonika und E-Gitarre instrumentiert.

## Veröffentlichung und Rezeption
Der Song wurde im November 1989 über Capitol Records als zweite Single des Albums in den USA, Kontinentaleuropa und in Australien und im Februar 1990 als dritte Single in Großbritannien und Irland veröffentlicht. In letzteren Gebieten wurde I Don’t Wanna Lose You zuerst ausgekoppelt. Auf der B-Seite von Steamy Windows befindet sich der Song Bold and Reckless. Steamy Windows erschien auch auf vielen Kompilations- und Livealben.
Steamy Windows wurde zu einem Hit in vielen Ländern weltweit, so in Belgien (Flandern, Platz fünf), Irland (Platz sieben), Italien (Platz elf) und Großbritannien, wo er Platz 13 erreichte. In Australien kam er auf Platz 34, in Neuseeland auf Platz 30. In den Billboard Hot 100 erreichte er Platz 39. Auch im deutschsprachigen Raum erreichte Steamy Windows höhere Chartpositionen, so in Deutschland, wo der Titel auf Platz 29 kam, in Österreich mit Platz 18 und in der Schweiz mit Platz 14.

## Coverversionen
Coverversionen des Songs existieren unter anderem von Tony Joe White, Kenny Chesney, Erja Lyytinen und John Anderson.

## Musikvideo
Das Musikvideo wurde unter der Regie von Andy Morahan gedreht. Tina Turner ist in einem knappen weißen Kleid zu sehen, verschiedene Liebesszenen, unter anderem in einem Auto, werden gezeigt.